# La Bastide-Pradines
 La Bastide-Pradines  là một xã ở tỉnh Aveyron, thuộc vùng Occitanie ở miền nam nước Pháp.